# راموتسوا، بوتسوانا
راموتسوا (به انگلیسی: Ramotswa) روستایی در ناحیهٔ جنوب شرقی کشور بوتسوانا است که در سال ۲۰۰۰ میلادی ۲۵٬۷۳۸ نفر جمعیت داشته که از این تعداد، ۱۲٬۰۲۷ نفر مرد و ۱۳٬۷۱۱ نفر زن بوده‌اند.